# ستيفن بويد (سياسي)
ستيفن بويد (بالإنجليزية: Stephen Boyd)‏ هو محامي وسياسي أمريكي، ولد في 1979 في برمنغهام في الولايات المتحدة. حزبياً، نشط في الحزب الجمهوري.